# Takatsugu Jōjima
Takatsugu Jōjima (城島 高次), né le 20 juin 1890 dans la préfecture de Saga et mort le 9 octobre 1967, est un amiral japonais de la guerre du Pacifique. Il a eu plusieurs commandements dans l'aviation embarquée, notamment, de 1937 à 1942, celui des porte-avions Hōshō, Hiryū, et Shokaku, et celui de la 2e Division de Porte-avions (les Hiyō, Jun'yō et Ryūhō) de septembre 1943 à juillet 1944.

## Carrière

### Avant la guerre du Pacifique
Diplômé de la 40e promotion de l'académie navale impériale du Japon, classé 111e sur 144 élèves en 1912, il embarque comme midship (Shōi Kōhosei), sur le croiseur cuirassé Adzuma et sur le croiseur cuirassé reclassé croiseur de bataille Ikuma. Comme enseigne de vaisseau (Shōi et Chūi) de 1913 à 1919, il embarque sur le croiseur cuirassé reclassé croiseur de bataille Ibuki, sur le croiseur protégé Akachi, puis retrouve l'Ikuma. Il suit les cours de l'École de canonnage et de l'École de torpillage, rejoint le corps des marins de Maizuru, puis il embarque sur le croiseur cuirassé Nisshin, sur le cuirassé pré-dreadnought Asahi, sur le destroyer de 3e classe Hatsuharu. Après avoir suivi les cours de l'École de Guerre Navale, il est promu lieutenant de vaisseau (Daii) à la fin de 1919. Il est ensuite l'officier chef de la navigation sur le bâtiment de défense côtière Manshu, sur le transport Takasaki, sur le mouilleur de mines Katsuriki, sur le ravitailleur d'hydravions Wakamiya, sur le pétrolier Shiriya,sur le croiseur léger Tatsuta, puis il rejoint l'état-major de la 1re Flotte Expéditionnaire. Promu capitaine de corvette (Shōsa) en 1925, il retrouve le Tatsuta, puis il embarque sur les croiseurs légers Natori et Abukuma de la classe Nagara, comme officier chef de la navigation. Après avoir supervisé l'achèvement du croiseur lourd Haguro, il en est l'officier chef de la navigation, puis sert sur le porte-avions Kaga, avec la même fonction. Promu capitaine de frégate (Chūsa) en 1931, il est le commandant-en-second du ravitailleur d'hydravions Notoro, du croiseur léger Nagara, du croiseur lourd Aoba, du cuirassé Kirishima, puis il reçoit son premier commandement, le pétrolier auxiliaire Tsurimi. Promu capitaine de vaisseau (Daisa) fin 1936, il reçoit le commandement du porte-avions Hōshō, en 1937, il a ensuite été chargé de superviser l'achèvement du porte-avions Hiryū, dont il a été nommé commandant en 1939. Après avoir commandé le groupe aéronaval de Kure, il a supervisé l'achèvement du porte-avions Shōkaku,, dont il a été nommé commandant en avril 1941.

### De Pearl Habor à la mer de Corail

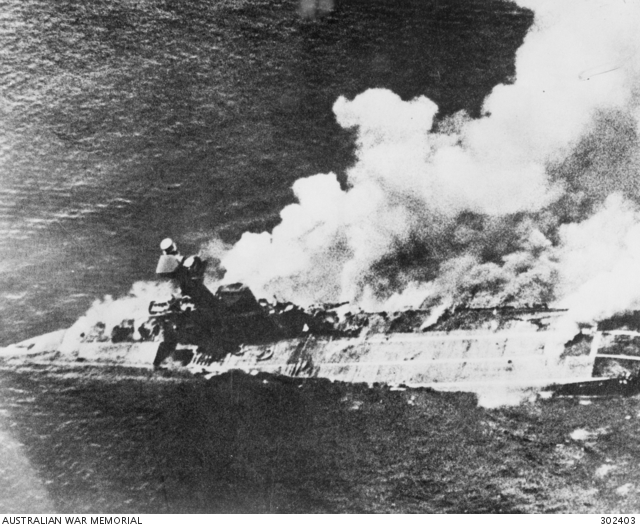
Le HMS Hermes, en train de couler sous les attaques de l'aviation embarquée japonaise, le 9 avril 1942

Au sein de la 5e Division de Porte-avions du contre-amiral Hara, le capitaine de vaisseau Jōjima, avec le Shokaku, a participé à l'attaque de Pearl Harbor, le 7 décembre 1941,. Vingt-six bombardiers en piqué et cinq chasseurs décollent du Shokaku, pour la première attaque et vingt-sept bombardiers-torpilleurs, pour la seconde attaque sans supporter aucune perte. Il prend part, du 14 au 24 janvier, à la couverture et à l'appui de l'attaque et à l'occupation de Rabaul et de Kavieng. Dix-neuf bombardiers en piqué y participent, sans aucune perte. Puis après avoir tenté, en vain d'intercepter la Task Force 16 du vice-amiral William Halsey qui a mené un raid contre l'île Marcus, il gagne les Célèbes, puis passe avec quatre porte-avions aux ordres du vice-amiral Nagumo, dans l'océan Indien, pour attaquer Ceylan, où la Flotte britannique d'Orient (Eastern Fleet) avait ses bases. Le 5 avril, dix-neuf bombardiers en piqué du Shokaku participent à l'attaque de Colombo, et le 9, ce sont dix-neuf bombardiers-torpilleurs qui attaquent Trinquemalay, et, le même jour dix-huit bombardiers-torpilleurs prennent part à la destruction du petit porte-avions britannique HMS Hermes,. Sur le chemin du retour vers le Japon, la 5e Division de Porte-avions reçoit l'ordre de gagner Truk, pour assurer la couverture éloignée de l'opération Mo, c'est-à-dire un débarquement à Tulagi, dans le protectorat britannique des îles Salomon suivi d'un débarquement à Port-Moresby, sur la côte sud-est de la Nouvelle-Guinée, pour empêcher une contre-offensive contre la base que les Japonais installaient à Rabaul, en Nouvelle-Bretagne. 

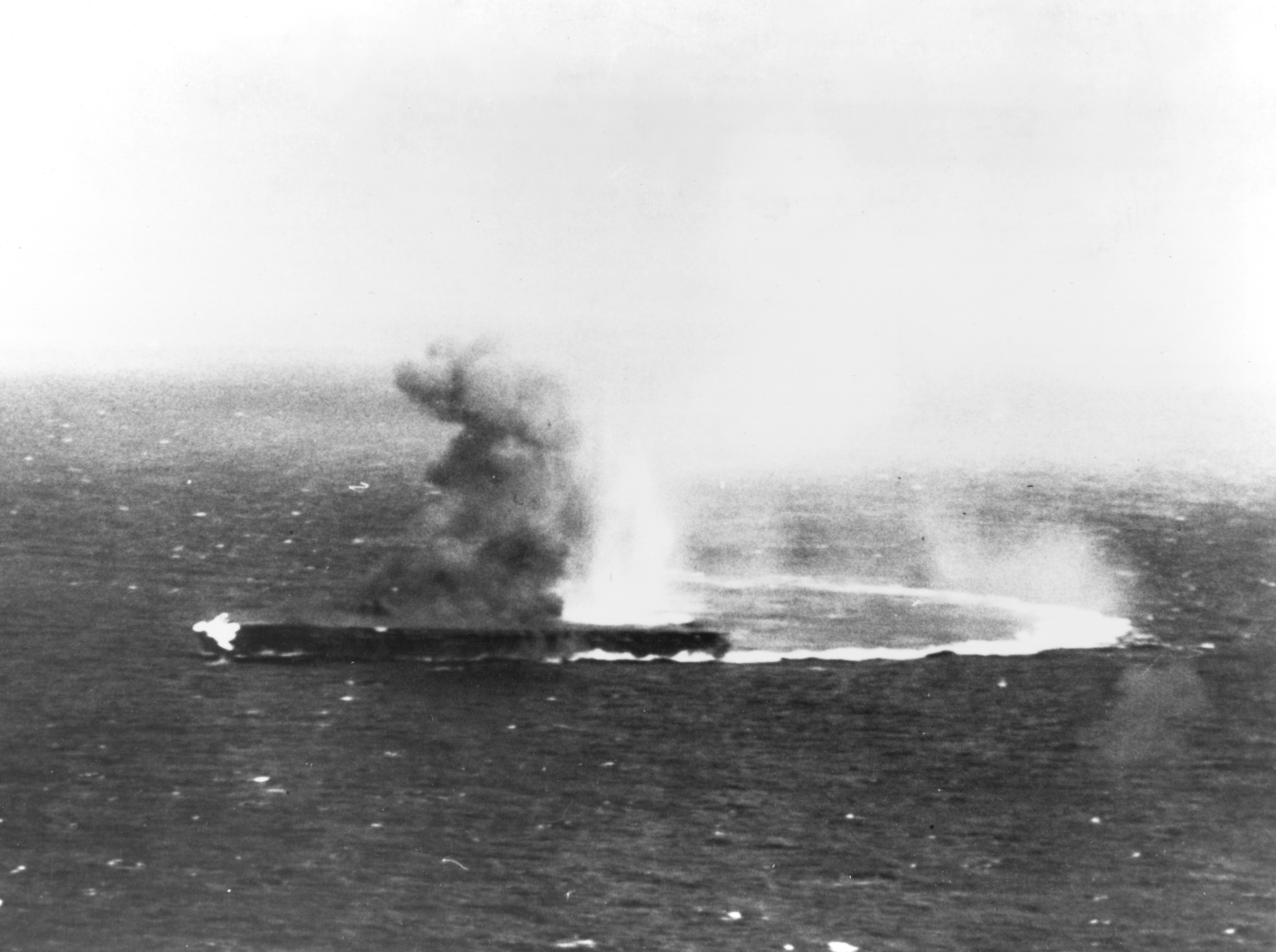
Le Shokaku lourdement endommagé en mer de Corail n'a pas pu participer à la bataille de Midway

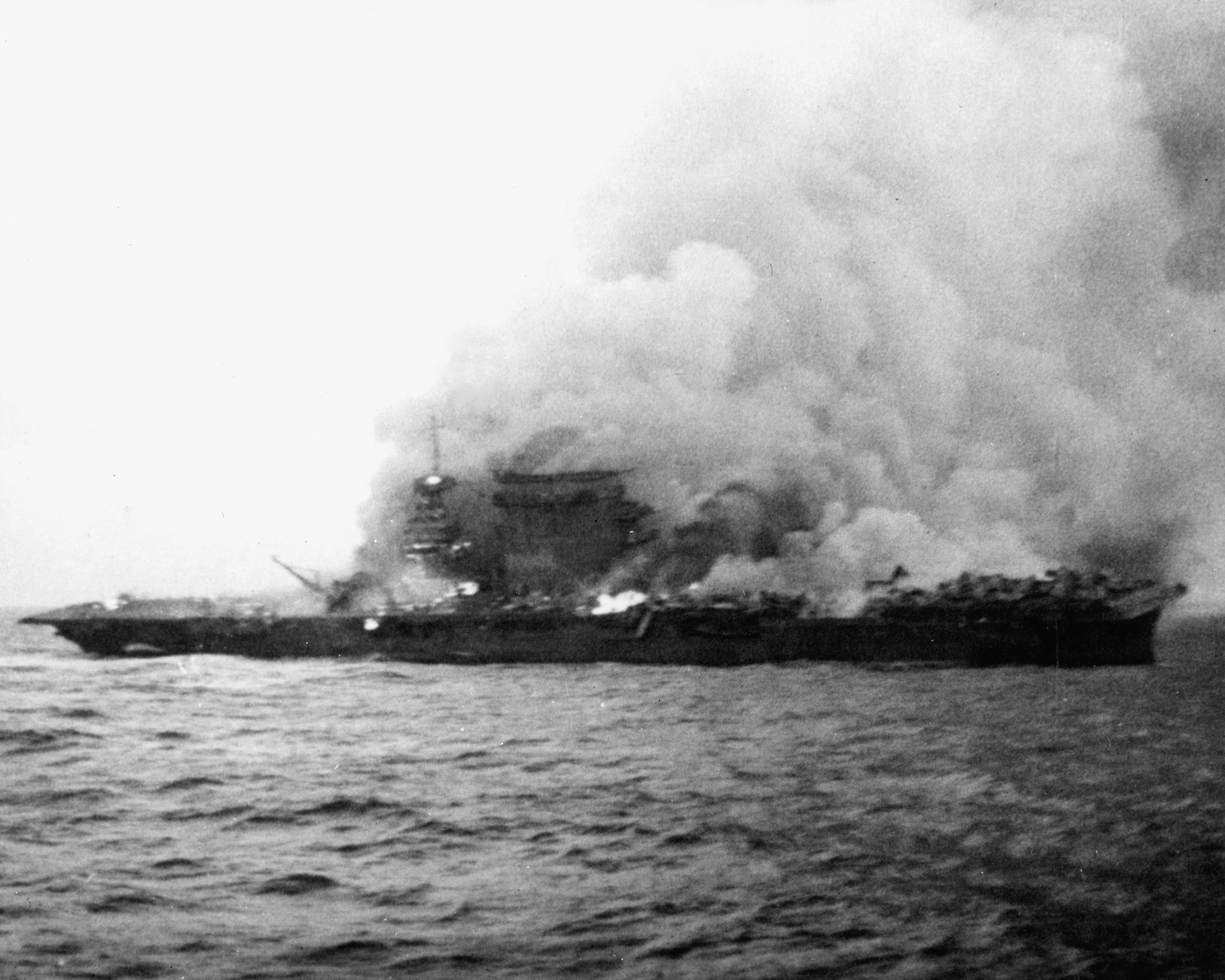
Le grand porte-avion a finalement dû être abandonné en mer de Corail

Le 1er mai 1942, Takatsugu Jōjima est promu contre-amiral mais il ne quittera le commandement du Shokaku que le 25 mai. Le 5 mai, les porte-avions Zuikaku, navire amiral du contre-amiral Hara, et Shokaku, arrivent de Truk, accompagnés de deux croiseurs lourds, aux ordres du vice-amiral Takagi, et entrent en mer de Corail, en contournant l'île de San Cristóbal, à l'est de Guadalcanal. La recherche des principales forces adverses à la mer donne peu de résultats, des deux côtés. Du côté américain, le 6, des bombardiers basés à terre repèrent un porte-avions, qui est coulé le lendemain, mais ce n'est que le porte-avions léger Shoho, qui devait assurer la couverture aérienne rapprochée de l'attaque de Port Moresby,. Au même moment, les Japonais, pensant attaquer un porte-avions américain et un croiseur, n'endommagent très gravement que le pétrolier USS Neosho et coulent son destroyer d'escorte. Dans la soirée du 7, l'aviation embarquée sur les Zuikaku et Shokaku ne réussit pas à localiser les porte-avions américains. Le 8 mai, en revanche, se déroule en mer de Corail, la première bataille aéronavale « au-delà de l'horizon » de l'histoire. L'USS Yorktown et le Shokaku y sont gravement endommagés et l'USS Lexington y est coulé. Le Zuikaku, qui a pu récupérer les appareils du Shokaku, a perdu 40 % de sa propre aviation embarquée. La reconstitution de la capacité offensive de la 5e Division va empêcher sa participation à la bataille de Midway, ce fut un élément déterminant dans le rapport des forces au cours de cette bataille décisive.
Le 25 mai, le contre-amiral Jōjima rentre sa marque sur le Shokaku et, le 20 juin, il reçoit le commandement de la 11e Escadre aéronavale, c'est-à-dire principalement les transports d'hydravions Nisshin et Chitose.

### De Guadalcanal à la bataille de la mer des Philippines

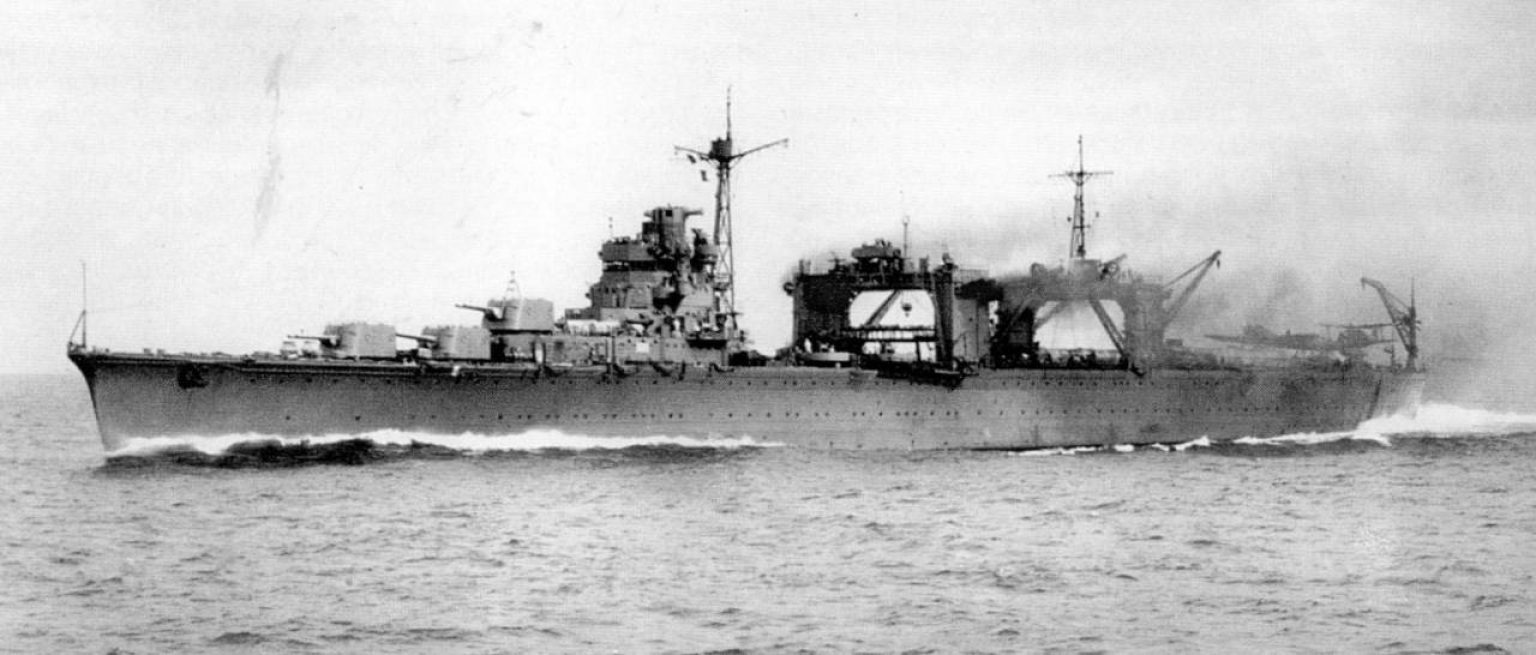
Le en essais de vitesse en 1942

La 11e Escadre aéronavale placée sous le commandement du contre-amiral Jōjima, a joué un rôle particulier dans la défense japonaise de Guadalcanal, en particulier dans ce qui a été appelé l'« Express de Tokyo », c'est-à-dire le renforcement en hommes et en matériels, par des convois de navires rapides, le plus souvent des destroyers, opérant de nuit dans les eaux de Guadalcanal, pour échapper à la menace de l'aviation basée sur Henderson Field. Ces transports d'hydravions avaient une capacité d'emport qui était le seul moyen d'acheminer, dans les conditions que l'on vient d'évoquer, de l'artillerie et des blindés, dans les hangars prévus pour transporter des hydravions. C'est ainsi qu'au début octobre 1942, le Nisshin apporte, à Guadalcanal depuis les ilôts Shortland du matériel d'artillerie lourde de campagne, au cours de trois missions, pendant lesquelles il est escorté par des destroyers.

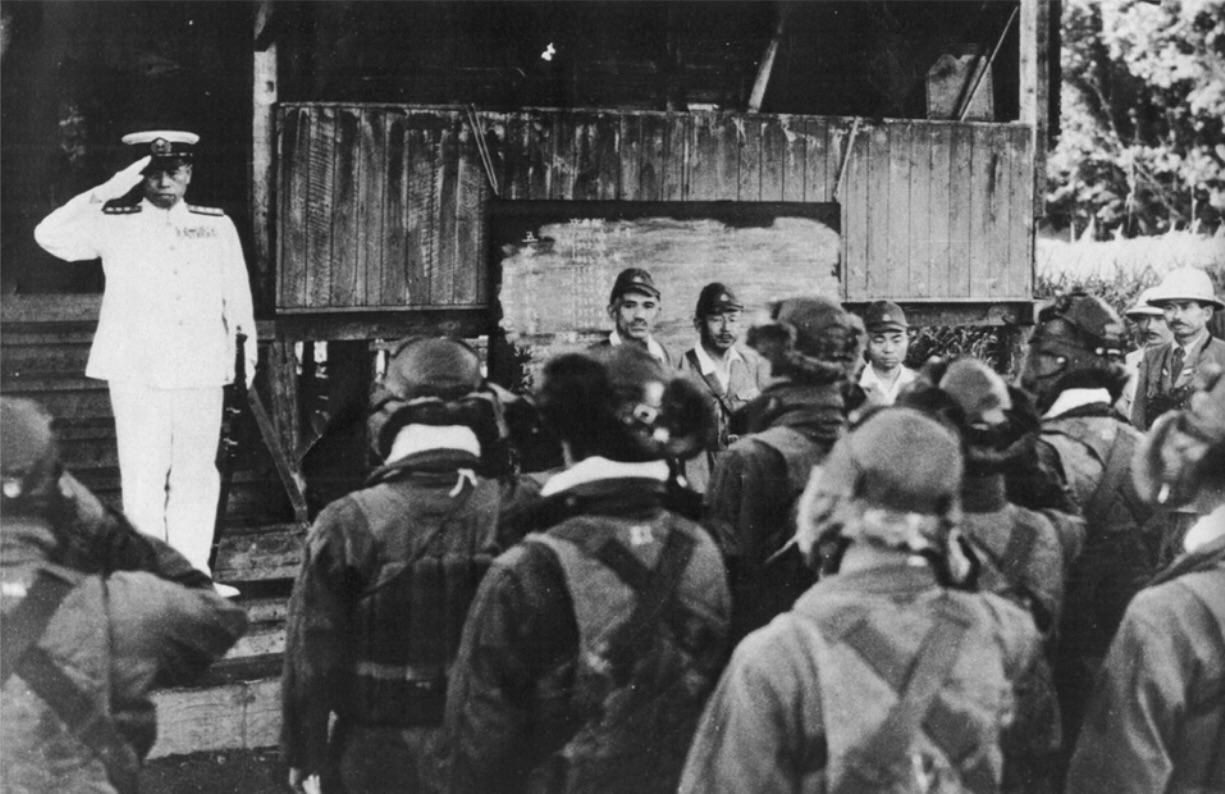
Dernière photo de l'amiral Yamamoto, pendant la tournée d'inspection au cours de laquelle il a été tué

Le 11 octobre, le Nisshin et le Chitose, accompagnés de six destroyers transportant des troupes, sont partis des îlots Shortland, emportant quatre obusiers, deux canons de campagne, un canon anti-aérien, et près de trois cents hommes, qu'ils vont débarquer, la nuit même, à Tassafaronga, sur Guadalcanal. La même nuit, la 6e Division de Croiseurs du contre-amiral Gotō que le vice-amiral Mikawa, commandant la 8e Flotte, a envoyé bombarder Henderson Field, pour affaiblir la supériorité aérienne américaine, de jour, sur la zone, est interceptée par une Task Force américaine. C'est la bataille du cap Espérance. Le contre-amiral Gotō est mortellement blessé sur la passerelle de son navire amiral, le croiseur Furutaka est coulé et les deux derniers croiseurs japonais restant se replient sans bombarder Henderson Field, dont les avions vont couler le lendemain matin deux destroyers de l'escorte des transports d'hydravions.
En avril 1943, les Japonais ont quitté Guadalcanal, et l'amiral Yamamoto veut aller inspecter les aérodromes dont sont partis les appareils qui ont participé à l'opération I-Go, au début de la campagne des Salomon. Inquiet de la sûreté des transmissions radio japonaises, le contre-amiral Jōjima ne parvient pas à faire renoncer le Commandant-en-Chef de la Flotte Combinée au déplacement en avion au cours duquel son appareil sera abattu au-dessus de Bougainville, par un raid de chasseurs P-38 américains partis d'Henderson Field (opération Vengeance).
De mai à septembre 1943, le contre-amiral Jōjima commande la 50e Escadre aéronavale, puis il est nommé à la tête de la 2e Division de Porte-avions. Il s'agit des deux porte-avions Hiyō et Jun'yō, paquebots transformés, qui ont rallié la Flotte Mobile à partir en mai et juillet 1942. Conçus comme porte-avions sur le modèle du Hiryū, portant une cinquantaine d'appareils, ils ont un îlot-passerelle d'un modèle nouveau qui fera école, mais un système de propulsion assez faible, qui leur donne une vitesse limitée à 25 nœuds. Le 5 novembre, le Jun'yō est torpillé par un sous-marin américain. Ses appareils sont alors basés sur des aérodromes proches de Rabaul, de Kavieng, ou de Truk, et le porte-avions, endommagé, reste en réparation à Kure jusqu'en fin février 1944. En mars, le 652e Groupe aérien est constitué pour être affecté à la 2e Division de Porte-avions. En mai, la 2e division de Porte-avions rejoint la 3e Flotte au mouillage de Tawi-Tawi.
À la mi-juin, lorsque l'attaque américaine sur les îles Mariannes entraine la mise en œuvre du plan A-Go, la 2e Division de Porte-avions, renforcée du porte-avions Ryūhō est affectée, au sein de la 1re Flotte Mobile du vice-amiral Ozawa, à la Force “B”, aux ordres du contre-amiral Jōjima, qui dispose également du cuirassé Nagato et du croiseur Mogami. Après les attaques massives et terriblement coûteuses de l'aviation embarquée japonaise face à la chasse embarquée américaine, le 19 juin (le 652e Groupe aérien y a perdu les 2/3 de ses effectifs), et la perte des porte-avions Taiho et Shokaku, la Force “B” du contre-amiral Jōjima eut à souffrir de l'attaque américaine lancée en fin d'après-midi, le 20 juin, au cours de laquelle le porte-avions Hiyō a été coulé.
En juillet 1944, la 2e Division de Porte-avions est dissoute, et le contre-amiral Jōjima est placé à la tête de divers groupes aéronavals et d'Escadres aériennes. Il est, pour la forme, versé dans la réserve en septembre 1945.
Il décède en 1967.